# Myiarchus ferox
El copetón feroz (Myiarchus ferox), también denominado burlisto pico negro (en Argentina, Paraguay y Uruguay), atrapamoscas garrochero (en Colombia), atrapamoscas garrochero chico (en Venezuela), copetón de cresta corta (en Perú) o copetón cresticorto (en Ecuador), es una especie de ave paseriforme de la familia Tyrannidae perteneciente al numeroso género Myiarchus. Es nativo del norte y centro sur de  América del Sur a oriente de los Andes.

## Descripción
Mide 18 a 19 cm de longitud. El pico es todo negro. Marrón oliváceo en las partes superiores, más oscuro en la cabeza; la cola es más negruzca, uniforme. Garganta y pecho grisáceos, el abdomen amarillo claro. En las alas se distinguen dos fajas claras y filetes claros en los bordes de las plumas de vuelo. Esta especie es visualmente muy parecida a Myiarchus swainsoni y Myiarchus tyrannulus, con quienes es localmente sintópica, y muchas veces solo pueden diferenciarse por la vocalización.

## Distribución y hábitat
Se distribuye desde el centro y este de Colombia, por Venezuela, Guyana, Surinam, Guayana Francesa, este de Ecuador, este de Perú, hasta el centro y este de Bolivia, la mayor parte de Brasil hasta el extremo suroeste, este de Paraguay, noreste de Argentina y extremo noroeste de Uruguay.
Esta especie, ampliamente diseminada, es generalmente común en una variedad de hábitats naturales tales como bordes y clareras de áreas boscosas, cerrados, várzeas, igapó, bosques riparios y áreas agriculturadas; desde el nivel del mar hasta los 1000 m de altitud.

## Comportamiento
Solo o en pareja, generalmente permanece a baja altura. Acostumbra seguir bandadas mixtas.

### Alimentación
Se alimenta principalmente de insectos alados que captura en vuelos cortos, volviendo a su percha, pero también caza insectos sobre las hojas o ramas de árboles y consume pequeños frutos.

### Reproducción

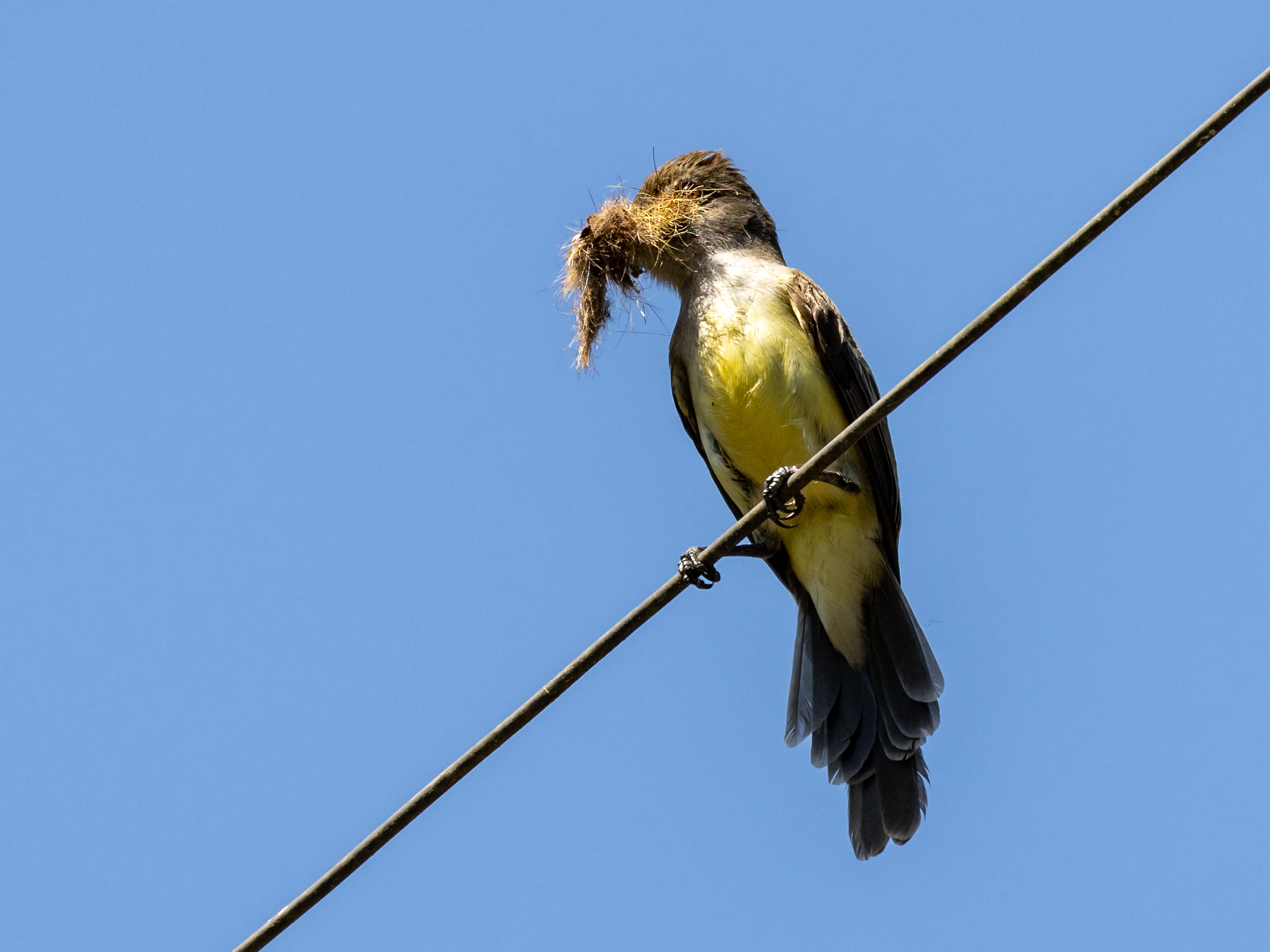
Copetón feroz (Myiarchus ferox ferox) anidando, en el Parque nacional de la Amazonia, Itaituba, Pará, Brasil.

Como otras aves del género anida en huecos de árboles. A pesar de cantar todo el año, lo hace con mayor constancia durante el período reproductivo entre los meses de noviembre y julio, cuando presenta otros llamados. Generalmente pone dos huevos que son amarillentos.

### Vocalización
Emite un llamado frecuente, un «brrrui» suave.

## Sistemática

### Descripción original
La especie M. ferox fue descrita por primera vez por el naturalista alemán Johann Friedrich Gmelin en 1789 bajo el nombre científico Muscicapa ferox; la localidad tipo «Cayena».

### Etimología
El nombre genérico masculino «Myiarchus» se compone de las palabras del griego «μυια muia, μυιας muias» que significa ‘mosca’, y «αρχος arkhos» que significa ‘jefe’; y el nombre de la especie «ferox», en latín significa ‘brava’, ‘salvaje’, ‘feroz’.

### Taxonomía
Anteriormente incluyó a Myiarchus venezuelensis y Myiarchus panamensis como subespecies. El análisis de las características morfológicas del ADN mitocondrial indica una afinidad cercana con aquellas especies y también con Myiarchus phaeocephalus, pero las relaciones más precisas dentro de ese grupo permanecen inciertas. En estudio de la filogenia del género, el ADNmt de un único individuo de M. venezuelensis examinado fue anidado con la presente especie, sugiriendo hibridación entre los dos en el pasado, o separación incompleta del ADNmt en este grupo de especies o identificación errónea de la única muestra. Estudios ecológicos y genéticos más cuidadosos de estas especies en zonas de simpatría y parapatría deberían compensar. Las variaciones geográficas en estas especies son complejas y no por completo entendidas. La variación de plumaje entre las tres subespecies es muy ligera, y actualmente se reconocen vastas zonas de cruzamiento. Las poblaciones en zonas híbridas entre la subespecie nominal y brunnescens eran entendidas por algunos autores anteriores como siendo australis migrantes. El análisis molecular filogeográfico de 14 ejemplares de esta zona de cruzamientos y de la zona amazónica principal de la subespecie nominal, reveló  que no hay estructura filogeográfica; notablemente, los ejemplares de estas dos regiones y de una tercera, Guyana central (Iwokrama), cada uno cayó en un clado diferente;  sin embargo, y dado que no fueron incluidos ejemplares de las zonas principales tanto de brunnescens como de australis, estos resultados pueden reflejar el ADNmt de la subespecie nominal solamente. Son necesarios más estudios para clarificar la historia evolutiva y filogeográfica de esta especie.

### Subespecies
Según las clasificaciones del Congreso Ornitológico Internacional (IOC) y Clements Checklist/eBird se reconocen tres subespecies, con su correspondiente distribución geográfica:

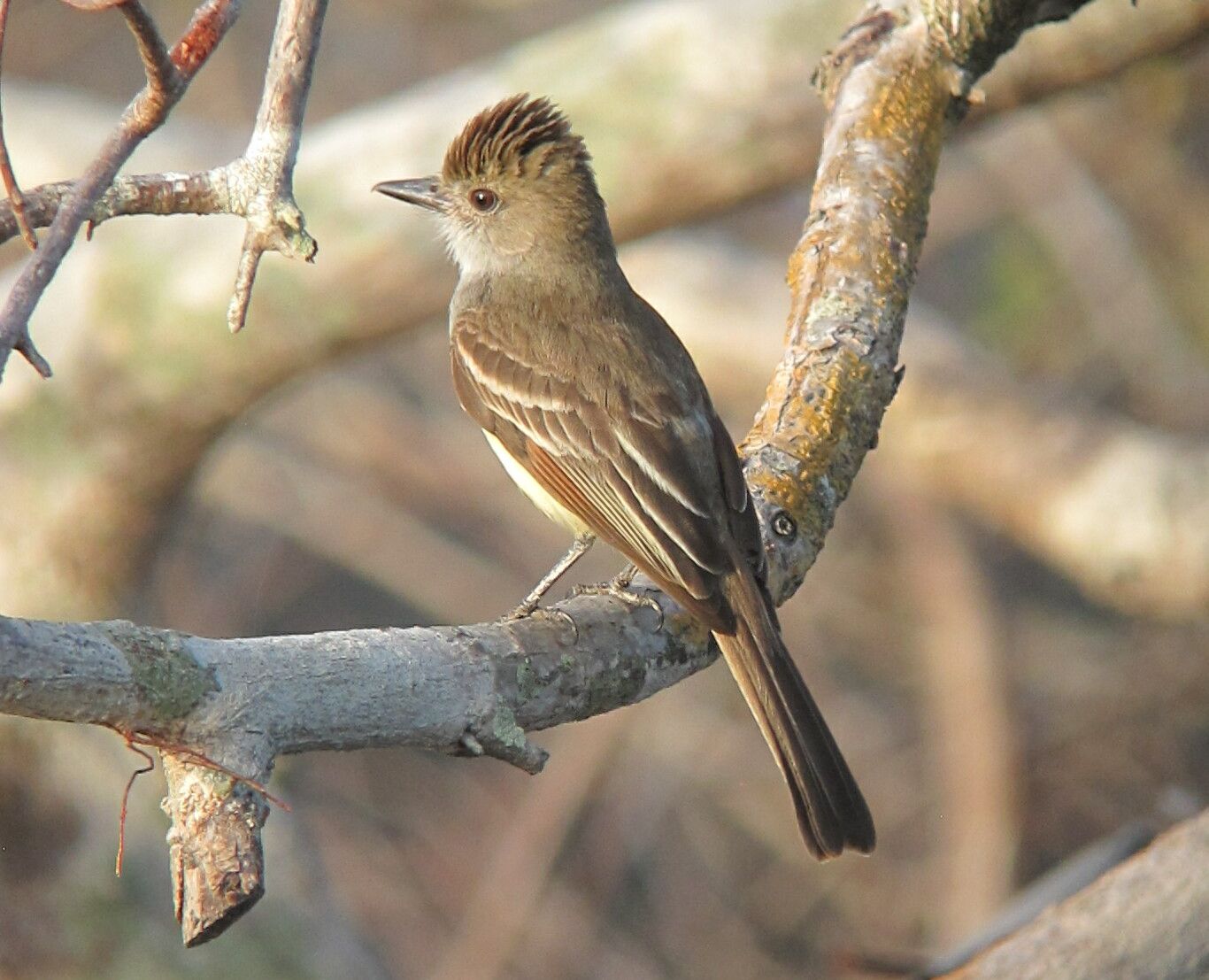
Myiarchus ferox brunnescens, Puerto Carreño, Vichada, Colombia.

- Myiarchus ferox brunnescens (J.T. Zimmer & Phelps, Sr, 1946) - la zona principal es una estrecha faja de los Llanos en el suroeste de Venezuela (Táchira y Portuguesa al este hasta noroeste de Bolívar) y extremo noreste de Colombia.
- Myiarchus ferox ferox (Gmelin, 1789) - cuenca del Amazonas (desde las laderas al este de los Andes en el sur de Colombia, Ecuador, Perú y norte de Bolivia) al este hasta el este y sur de Venezuela, las Guayanas y Brasil.
- Myiarchus ferox australis (Hellmayr, 1927) - tierras bajas desde el sureste de Bolivia, centro de Brasil (sur de Mato Grosso, sur de Goiás, sur de Minas Gerais) y al sur a través de las cuencas de los ríos Paraguay, Paraná y Uruguay hasta Argentina (sur de Corrientes) y extremo suroeste de Río Grande del Sur (Brasil); posiblemente también noroeste de Uruguay.